# Aroroy
Aroroy (Bayan ng Aroroy) är en kommun i Filippinerna. Kommunen tillhör provinsen Masbate och ligger på ön med samma namn. Folkmängden uppgår till 86 168 invånare år 2015.

## Barangayer
Aroroy är indelat i 41 barangayer.
| - Ambolong - Amoroy - Amutag - Bagauma - Balawing - Balete - Bangon - Cabangcalan - Cabas-An - Calanay - Capsay - Concepcion - Dayhagan - Don Pablo Dela Rosa | - Gumahang - Jaboyoan - Lanang - Luy-a - Macabug - Malubi - Managanaga - Manamoc - Mariposa - Mataba - Matalangtalang - Matangog - Nabongsoran - Pangle | - Panique - Pinanaan - Poblacion - Puro - San Agustin - San Isidro - Sawang - Syndicate - Talabaan - Talib - Tigbao - Tinago - Tinigban |